# スチュワート・ウォーカー
- スチュアート・ウォーカー

スチュワート・ウォーカー（Stewart Walker, 1974年 - ）は、アメリカ出身のエレクトロニックミュージックプロデューサー。 現在はベルリンに拠点を移し活動中。
1999年にリリースしたアルバム「Stabiles」でミニマルテクノの発展に貢献したとして知られている。
ベルリンの老舗クラブ、Tresor のレジデントであり、2007年の同クラブ再オープンの際にライブを行った。彼の作り出すBPM128〜132のトラックは、ハーモニック&パーカッシヴなテクノサウンドである。
自身のレーベルよりリリースされたアルバム「Concentricity」は、Resident Advisor で"2007年Best Albums"の1枚として選ばれた。

## ディスコグラフィー

### アルバム
- Stabiles (1999)
- Discord (2004)
- Live Extracts (2006)
- Grounded in Existence (2006)
- Concentricity (2007)